# Rom Pál
Rom Pál (Budapest, 1902. július 3. – Budapest, 1962. november 22.) vegyész, gyógyszerész, a mezőgazdasági tudományok kandidátusa (1952).

## Életpályája
Rom Pál (1870–1919) betűszedő és Hurm Ilona fiaként született. Egyetemi tanulmányait a budapesti Pázmány Péter Tudományegyetemen és a pécsi Erzsébet Tudományegyetemen végezte; az utóbbin 1926-ban szerzett kémiai doktorátust. 1929-től a Gyógynövénykísérleti Állomás illóolaj-laboratóriumában működött. Ez időben szerezte meg gyógyszerészi oklevelét. 1948-ban a közgazdasági egyetem mezőgazdasági szakán magántanári képesítést nyert, 1949-től a Kertészeti Kutató Intézetnél működött. 1951-től haláláig az Országos Mezőgazdasági Minőségvizsgáló Intézet tudományos főmunkatársa volt.
Budapesten hunyt el 60 évesen, 1962. november 22-én.

## Munkássága
Gyógy- és illóolajnövények hatóanyagainak vizsgálatával foglalkozott. A budakeszi állami kísérleti telepen 1946-tól különböző illóolajnövények termesztésével kísérletezett, hogy a hazai viszonyoknak megfelelő, legnagyobb illóolajhozamú fajtát kitenyéssze. Számos önálló tanulmánya jelent meg, többségükben a Gyógyszerész című szaklapban.

## Főbb munkái
- Organikus vegyületek redukciója magnézium és methylalkohollal (Pécs, 1926)
- Eljárás a növényi mikroszkópos készítmények derítésére (Budapest 1934)
- A magyar borsosmentaolaj előállításáról és vizsgálatáról (Budapest, 1941)
- A Magyar Gyógynövények (Budapest, 1948)